# Faits économiques et sociaux au IIe siècle

Chronologie de l'économie
Ier siècle - IIe siècle - IIIe siècle

## Événements
- 98-117 : règne de Trajan, empereur romain. Il commence la réforme systématique de l’administration de l’empire romain, continuée sous Hadrien, qui se traduit par une augmentation considérable du nombre des fonctionnaires[1]. Il mène une politique destinée à restaurer l’ancienne suprématie économique de l’Italie. Dans l’Empire, il s’efforce de développer l’urbanisation et de surveiller les finances des municipalités[2]. L’annexion de la Dacie en 106 apporte beaucoup d’or à Rome, ce qui permet de rétablir les finances[3] et favorise l'essor économique de la Gaule romaine (110-200)[4].
  - pour maintenir l’essor du port d’Alexandrie, Trajan fait rouvrir le canal Nil-mer Rouge[5].
  - l’armée romaine, à son apogée, compte 30 légions (environ 180 000 légionnaires), 14 cohortes prétoriennes et urbaines (10 000 hommes), 7 cohortes de vigiles, environ 470 unités de supplétifs (symmachiarii, 300 000 hommes), soit au total 500 000 hommes, ce qui en fait la plus importante armée permanente de l'Histoire jusqu'à Napoléon Ier[6].
  - l'Empire romain s'étend sur 3 300 000 km² et comprend plus de 75 000 km de routes[7].
  - sous Trajan, les agents du commerçant macédonien ou syrien Maès Titianos reconnaissent la Route de la soie, vers la Chine[8].

- Vers 105 : invention du papier par l'eunuque chinois Cai Lun, qui le présente à l'empereur Hedi de la dynastie Han[9].

- 117-138 : règne d'Hadrien, empereur romain.
  - La perception d'impôts remplace l'affermage à Rome[10].
  - Sous Hadrien, l’enrôlement des unités, légions et troupes auxiliaires de l’armée impériale romaine se fait désormais strictement au niveau local, non seulement dans les provinces où ils tiennent garnison, mais au sein des agglomérations civiles annexées aux camps des frontières. Cette transformation entraîne la fixation des armées provinciales et la disparition de leur mobilité primitive[11].
  - À Rome, un sénatus-consulte rendu sous Hadrien proscrit que les esclaves soit vendus contre leur gré pour les combats du cirque ou pour la prostitution. Un autre subordonne l'exécution des condamnations prononcées par les maîtres contre leurs esclaves à l'agrément du préfet des Vigiles[12].
- Vers 130 : le philosophe Carpocrate et son fils Épiphane rejettent la propriété privée comme anti-chrétienne[13].
- 137 : révision de la loi fiscale de Palmyre[14]. La ville caravanière s’enrichit par l’importation des produits rares venus du golfe Persique et par l’exportation vers l’Orient d’objets manufacturés produits par le monde méditerranéen (Syrie)[15].
- 138-161 : règne d'Antonin le Pieux, empereur romain. L’armée romaine compte alors 400 000 hommes. Dix légions (55 000 hommes) et 140 unités auxiliaires (80 000 hommes dont la moitié en cavaliers) sont basés dans les Balkans et les régions danubiennes, 50 000 légionnaires et auxiliaires en Bretagne, 45 000 en Germanie inférieure et Germanie supérieure, 20 000 hommes en Égypte, 10 000 en Afrique et Numidie.
- Vers 140 : Luoyang, la capitale chinoise des Han, atteint un demi-million d'habitants, ce qui en fait la ville la plus peuplée d'Asie. L'économie de la Chine décline à partir de la seconde partie du siècle. Les inégalités se creusent, comme l'atteste la présence d'un petit nombre de tombes de prestige de grandes dimensions et le déclin et la taille réduite des tombes les plus modestes[16].
- 140-160 : apogée des exportations des huiles de Bétique (Espagne) vers Rome[17].
- 161-180 : règne de Marc Aurèle, empereur romain. Le poids de la pièce d’or, l’aureus, tombe de 7,81 g sous Auguste à 7,12 g sous Marc Aurèle[18].
- Vers 170 : ambassade supposée de Marc Aurèle auprès de l’empereur de Chine (il s’agirait de marchands qui se seraient fait passer pour des ambassadeurs pour obtenir introduction et protection)[8].
- Vers 190 : une voie romaine franchit les Alpes par le col du Simplon[3].

## Démographie
- Vers 100 :
  - la population de Rome dépasse le million d'habitants[19].
  - Teotihuacan au centre du Mexique, atteint la population de 60 000 habitants. Elle dépasse les 200 000 habitants vers 200[20].